# John F. Kennedy Stadium
Het John F. Kennedy Stadium (voorheen het Philadelphia Municipal Stadium en Sesquitennial Stadium) was een Americanfootballstadion in de Amerikaanse stad Philadelphia.

## Geschiedenis
Het stadion werd gebouwd als onderdeel van de Sesquicentennial Exposition en de eerste bespelers van het stadion waren de Philadelphia Quakers die uitkwamen in de allereerste American Football League. In de jaren dertig speelde ook de Philadelphia Eagles enige jaren in het stadion hun wedstrijden. Daarnaast werden in het stadion de jaarlijkse Army-Navy Games georganiseerd. In 1964 werd het stadion hernoemd naar de voormalige Amerikaanse president John F. Kennedy die een jaar eerder was vermoord.
Ook is het stadion gebruikt voor vele muzikale optredens, zo traden The Beatles, The Rolling Stones en Bon Jovi er op en was het stadion op zaterdag 13 juli 1985 het toneel van de Amerikaanse versie van Live Aid. Het laatste concert dat in het stadion werd gegeven was van de band Grateful Dead. In 1989 nam burgemeester Wilson Goode het besluit om het stadion te sluiten vanwege het instortings- en mogelijke brandgevaar. Plannen om het stadion te renoveren gingen niet door en het stadion werd in september 1992 gesloopt.
Tegenwoordig staat op de plek van het stadion het overdekte sportstadion het Wells Fargo Center.